# Como lo ves
Como lo ves fue un programa juvenil de televisión emitido en las mañanas del sábado por la cadena española Televisión española en la temporada 1983-1984.

## Formato
Nacido con voluntad de acercar el mundo del cine y el lenguaje audiovisual a los más jóvenes, el espacio consistía en la proyección de un documental o una película de interés para los más jóvenes y un posterior debate entre varios adolescentes sobre los temas abordados en el filme.